# Kimchi-buchimgae
Le kimchi-buchimgae (hangeul : 김치부침개) ou crêpe au kimchi, parfois aussi appelé kimchi-jeon (김치전), est une variété de buchimgae, ou crêpe coréenne. Elle est principalement composée de kimchi en tranches, de pâte à base de farine et parfois d'autres légumes. Cependant, de la viande (porc haché) est aussi souvent ajoutée. Le kimchi, des légumes marinés épicés assaisonnés de piment et de jeotgal, est un aliment de base de la cuisine coréenne. Ce plat permet d'utiliser le kimchi mûr[pas clair]. Le kimchibuchimgae est souvent reconnu dans la culture coréenne comme un plat populaire de faible notoriété que tout le monde peut faire facilement à la maison sans budget supplémentaire.
Il est généralement servi comme amuse-gueule, collation ou banchan (plat d'accompagnement).
Lors de la préparation du kimchijeon, on ajoute souvent de la saumure de kimchi, notamment celle du baechu kimchi, fabriqué à partir de chou napa. La saumure donne sa couleur rouge à la pâte mais n'est pas épicée en soi. Avec le kimchi, elle est servie comme anju avec des boissons alcoolisées comme le makgeolli ou le dongdongju. De nos jours, en plus des ingrédients de base, il est souvent préparé avec divers ingrédients tels que des fruits de mer ou du fromage.